# Jean-Denis Lanjuinais

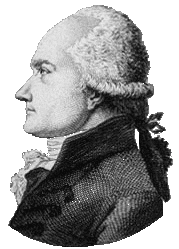
Jean-Denis Lanjuinais (um 1790)

Jean-Denis Lanjuinais (* 12. März 1753 in Rennes (Département Ille-et-Vilaine); † 13. Januar 1827 in Paris) war ein französischer Politiker während der Französischen Revolution, des Konsulats und des Ersten Kaiserreiches sowie während der Restauration der Bourbonen.

## Biografie
Jean-Denis Lanjuinais studierte Rechtswissenschaft in Rennes und lehrte später Kirchenrecht und diente den Provinzialständen der Bretagne als Rechtsberater von guten Ruf.
Der Dritte Stand seiner Heimatstadt wählte Lanjuinais im Frühjahr 1789 zum Abgeordneten der Generalstände (États généraux). Gemeinsam mit Le Chapelier initiierte er die Gründung des Bretonischen Klubs, aus dem später der Jakobinerklub hervorging. In der Konstituante wirkte Lanjuinais im Kirchenausschuss, er beeinflusste die Reform der Rechtsprechung und trat für die Verbesserung der Lebensbedingungen der nichtweißen Bevölkerung in den Kolonien ein.
Am 7. November 1789 beantragte er, dass die Minister nicht gleichzeitig Mitglieder des Parlamentes sein konnten. Da die Regelung eine Mehrheit fand, konnte er so einen Machtzuwachs Mirabeaus verhindern, der die Übernahme eines Ministerpostens anstrebte.
Im September 1792 wurde Lanjuinais von seinem Heimatdepartement in den Nationalkonvent gewählt. Er ergriff Partei für die Girondisten und stimmte im Januar 1793 für den Aufschub der Hinrichtung Ludwigs XVI. Nach dem Sturz der Girondisten (31. Mai bis 2. Juni 1793) wurde Lanjuinais unter Hausarrest gestellt. Jedoch konnte er in die Bretagne fliehen, dort verbarg er sich bis zum Umsturz vom 9. Thermidor II (27. Juli 1794).
Nach dem 9. Thermidor konnte Lanjuinais seinen Abgeordnetensitz wieder einnehmen. Er wurde im April 1795 in die Elfer-Kommission berufen, welche die Verfassung des Jahres III (Direktorialverfassung von 1795) erarbeitete. Aufgrund seines Antrages vom 30. Mai 1795 wurden alle Kirchen, die noch nicht als Nationalgut verkauft wurden, wieder für den Gottesdienst freigegeben. Vom 4. bis 19. Juni 1795 amtierte Lanjuinais als Präsident des Nationalkonvents. Ende Oktober 1795 wurde er in den Rat der Fünfhundert gewählt. Er zählte zu den gemäßigten Republikanern und stand ab 1797 der Zentralschule von Rennes vor.
Nach dem Staatsstreich des 18. Brumaire VIII (9. November 1799) wurde Lanjuinais zum Mitglied des Senats berufen. Napoleon I. erhob ihn 1808 in den Grafenstand. Im Frühjahr 1814 stimmte Lanjuinais für die Absetzung des Kaisers und wirkte an der Charte constitutionnelle mit. Er stand vom 4. Juni bis 13. Juli 1815 der Repräsentantenkammer als Präsident vor und trat zu Ludwig XVIII. über, der ihn danach zum Pair von Frankreich ernannte. Jean-Denis Lanjuinais stand während der Restauration der Bourbonen für eine Monarchie nach der Verfassung des 3. September 1791 ein. Er verstarb am 13. Januar 1827 in Paris.
1808 wurde er zum Mitglied der Académie des Inscriptions et Belles-Lettres gewählt.
Victor Ambroise Lanjuinais, der jüngere Sohn von Jean-Denis Lanjuinais, durchlief ebenfalls eine politische Karriere und war 1849 Landwirtschafts- und Handelsminister.

## Bibliographie (Auswahl)
- Réflexions patriotiques, sur l'arrêté de quelques nobles de Bretagne, du 25 octobre 1788 (1788)
- Le préservatif contre l'Avis a mes compatriotes. Avec des observations sur l'affaire présente (1788)
- Rapport sur la nécessité de supprimer les dispenses de mariage, de supprimer ou de modifier les obstacles qui le retardent ou l'annullent, enfin d'établir une forme purement civile pour constater l'état des personnes (1791)
- Opinion de Lanjuinais, député d'Ille et Vilaine, sur Louis le dernier (1792)
- Réflexions dogmatiques et morales : sur le catéchisme rédigé par MM. Maingui et Lanjuinais. Avec un exposé sommaire des principales verités de la foi catholique, apostolique et romaine (1792)
- Discours de J.D. Lanjuinais, sur la question de savior s'il convient de fixer un maximum de population pour les communes de la République (1793)
- Second discours de Lanjuinais, député par le département de l'Isle & Vilaine à la Convention nationale, prononcé le dimanche deux de juin 1793, & détails très-circonstanciés des faits les plus mémorables de cette journée (1793)
- Lettre de Lanjuinais a la Convention nationale (1794)
- Rapport et projet de décret présentés au nom de la Commission des onze, par Lanjuinais, le 7 fructidor, an 3, sur l'envoi et la publication des lois (1795)
- Rapport fait par J.D. Lanjuinais, sur la résolution du 17 brumaire an 5, relative aux déclarations opposées de plusieurs jurys sur le même fait. Séance du 11 nivôse an V (1797)
- Appréciation du projet de loi relatif aux trois concordats (1806)
- Notice de l'ouvrage de m. l'éveque et senateur Grégoire, intitulé De la littérature des nègres (1808)
- Christophe Colomb, ou Notice d'un livre italien concernant cet illustre navigateur (1809)
- Opinions des messieurs les comtes Boissy-d'Anglas, Lanjuinais, et le duc de Broglie; relatives au projet de loi sur la liberté individuelle (1817)
- Constitutions de la Nation française. avec un essai de traité historique et politique sur la charte, et un recueil de pièces corrélatives. (Tome premier); Tome second (1819)
- Vues politiques sur les changemens a faire a la constitution de l'Espagne, afin de la consolider spécialement dans le royaume des Deux-Siciles (1820)
- Études biographiques et littéraires sur Antoine Arnauld, P. Nicole et Jacques Necker, avec une notice sur Christophe Colomb (1823)